# African Guitar Summit
African Guitar Summit est un groupe de neuf musiciens canadiens, tous d'origine africaine, qui interprètent des chants traditionnels de leur pays d'origine.

## Histoire
L'African Guitar Soumit a été organisé à Toronto dans le cadre d'un projet de performance pour l'émission on Stage de CBC Radio. Les musiciens étaient, originaires de Guinée, le guitariste Alpha Yaya Diallo et au balafon Naby Camara. Du Ghana, le guitariste Paa Joe, le chanteur Theo Yaw Boakye et le batteur Kofi Akcha y ont participé. Les musiciens supplémentaires étaient Adam Salomon du Kenya, Mighty Popo du Burundi/Rwanda, et le guitariste et chanteur d'harmonie de Madagascar Donné Robert et Madagascar Slim. Le producteur d'African guitare soumit était Todd fraracci.
Les neuf musiciens ont répété et organisé pendant trois jours, partageant histoires et expériences. Le quatrième jour, le groupe a fait ses débuts lors d'un concert au studio Glenn Gould de la CBC. Les trois jours suivants ont été passés au Studio 211 de CBC pour enregistrer leur CD éponyme. Tout a été enregistré en direct, en une ou deux prises.
African Guitar Soumit est sorti sur CBC Records en novembre 2004 et a remporté le prix Juno de l'album de musique du monde de l'année,. Le groupe a interprété un arrangement de Mwembo au gala des prix Juno à Winnipeg, le 2 avril 2005 et, la même année, au concert Live 8 à Barrie, près de Toronto.
Leur deuxième album, African Guitar Summit, il est sorti en 2006 et nommé comme Album de musique du monde de l'année aux Juno Awards de 2007 (en).
En 2016 et 2017, sous la direction de l'agence Herschel Freeman, le groupe a effectué une tournée aux États-Unis .

## Discographie
- Sommet de la Guitare Africaine (Vol 1 CD) (2 novembre 2004)
- Sommet de la Guitare Africaine (Vol 2 CD) (26 septembre 2006)